# がんばる商店街30選
がんばる商店街30選（がんばるしょうてんがい30せん）は、日本の中小企業庁が選定した、地域貢献や地域経済の活性化に活躍する30ヶ所の商店街である。2014年2月及び2015年3月にそれぞれ30ヶ所が選定された。
なお、これに先だって、2006年（平成18年）5月30日には「がんばる商店街77選」が、また、2009年（平成21年）3月31日には「新・がんばる商店街77選」が発表されている。

## 概要
商店街は、地域コミュニティの担い手であり、地域の魅力を発信したり、地域の活力を向上させるための要となる存在である。そこで、中小企業庁では、地域の特性やニーズを把握して、創意工夫をすることにより、商店街の活性化や地域の発展に貢献している商店街の事例を収集し、そこから30例を選定して「がんばる商店街30選」とした。なお、「がんばる商店街30選」と同時に、「がんばる中小企業・小規模事業者300社」も選定されている。

## 選定方法
中小企業基盤整備機構、日本商工会議所、日本政策金融公庫、全国中小企業団体中央会、全国商工会連合会、商工組合中央金庫、全国商店街振興組合連合会及び各経済産業局等からの推薦により事例を収集し、2014年は中小企業政策審議会委員の伊丹敬之(東京理科大学大学院イノベーション研究科長)及び石井淳蔵（流通科学大学学長）、2015年は同じく沼上幹（一橋大学副学長・理事）及び石井淳蔵を中心とする外部有識者による審査を経て、中小企業政策審議会中小企業経営支援分科会において選定された。

## 2014年選定

### 北海道
- 北海道帯広市 - 帯広電信通り商店街（帯広電信通り商店街振興組合）

### 東北地方
- 岩手県宮古市 - 宮古市末広町商店街（宮古市末広町商店街振興組合）
- 宮城県南三陸町 - 南三陸さんさん商店街（南三陸志津川福興名店街運営組合）
- 福島県南相馬市 - 栄町商店街（栄町商店街振興組合）

### 関東地方
- 茨城県水戸市 - 泉町二丁目商店街（泉町二丁目商店街振興組合）
- 栃木県宇都宮市 - 宇都宮オリオン通り商店街（宇都宮オリオン通り商店街振興組合）
- 千葉県柏市 - 柏二番街商店街（商店街振興組合柏二番街商店会）
- 東京都墨田区 - 下町・人情キラキラ橘商店街（向島橘銀座商店街協同組合）
- 神奈川県川崎市 - モトスミ・オズ通り商店街（モトスミ・オズ通り商店街振興組合）
- 長野県下諏訪町 - 御田町商店街（御田町商業会）
- 静岡県御殿場市 - 森の腰商店街（協同組合森の腰商栄会）

### 中部地方
- 岐阜県岐阜市 - 美殿町商店街（美殿町商店街振興組合）
- 愛知県名古屋市 - 日比野商店街（日比野商店街振興組合）
- 三重県伊勢市 - 外宮参道（外宮参道発展会）

### 近畿地方
- 福井県大野市 - 五番商店街（五番商店街振興組合）
- 京都府京都市 - 大映通り商店街（大映通り商店街振興組合）
- 大阪府大阪市 - 千林商店街（千林商店街振興組合）
- 兵庫県神戸市 - 長田神社前商店街（長田神社前商店街振興組合）
- 和歌山県御坊市 - 御坊市商店街（御坊市商店街振興組合連合会）

### 中国地方
- 鳥取県鳥取市 - 新鳥取駅前地区商店街（新鳥取駅前地区商店街振興組合）
- 島根県松江市 - 松江新大橋商店街（松江新大橋商店街振興組合）
- 山口県防府市 - 天神町銀座商店街（天神町銀座商店街振興組合）

### 四国地方
- 香川県観音寺市 - 観音寺商店街（観音寺商店街連合会）
- 愛媛県松山市 - 松山ロープウェー商店街（松山ロープウェー商店街振興組合、松山ロープウェーｰ中央商店街振興組合、松山ロープウェー北商店街振興組合）
- 高知県四万十市 - 天神橋商店街（天神橋商店街振興組合）

### 九州・沖縄地方
- 福岡県北九州市 - 魚町銀天街（魚町商店街振興組合）
- 熊本県八代市 - 本町1、2、3 丁目・通町商店街（まちなか活性化協議会）
- 大分県竹田市 - 竹田町商店街（竹田町商店街振興組合）
- 宮崎県高鍋町 - 高鍋町商店街（高鍋町まちなか商業活性化協議会）
- 沖縄県那覇市 - 栄町市場商店街（栄町市場商店街振興組合）

## 2015年選定

### 北海道
- 北海道室蘭市 - 中島商店会コンソーシアム
- 北海道富良野市 - ふらのまちづくり株式会社

### 東北地方
- 岩手県山田町 - 新生やまだ商店街協同組合
- 宮城県名取市 - 閖上さいかい市場振興会
- 福島県白河市 - 株式会社楽市白河

### 関東地方
- 茨城県大洗町 - 大洗町商店街
- 栃木県宇都宮市 - 宇都宮ユニオン通り商店街振興組合
- 群馬県前橋市 - 前橋中央通り商店街振興組合
- 埼玉県秩父市 - みやのかわ商店街振興組合
- 神奈川県横浜市 - 六角橋商店街連合会
- 長野県松本市 - 中町商店街振興組合
- 静岡県静岡市 - 商店街振興組合静岡呉服町名店街

### 中部地方
- 新潟県新潟市 - 新津商店街協同組合連合会
- 石川県金沢市 - 金沢中心商店街武蔵活性化協議会
- 岐阜県飛騨市 - 古川町中心市街地商店街
- 愛知県名古屋市 - 藤が丘中央商店街振興組合
- 三重県桑名市 - 桑名市寺町通り商店街振興組合

### 近畿地方
- 大阪府大阪市 - 文の里商店街協同組合
- 和歌山県田辺市 - 田辺市商店街振興組合連合会

### 中国地方
- 鳥取県鳥取市 - 若桜街道商店街振興組合
- 岡山県岡山市 - 岡山駅前商店街振興組合
- 広島県広島市 - 横川商店街振興組合
- 山口県岩国市 - 岩国市中通商店街振興組合

### 四国地方
- 徳島県鳴門市 - 鳴門市大道商店街振興組合
- 香川県高松市 - 高松南部商店街新世代協議会（NASAP）
- 高知県高知市 - 壱番街商店街振興組合

### 九州・沖縄地方
- 福岡県北九州市 - 枝光本町商店組合連合会
- 熊本県熊本市 - 上通商栄会
- 大分県大分市 - 大分市中央町商店街振興組合
- 沖縄県北谷町 - デポアイランド通り会